# Osterzgebirge

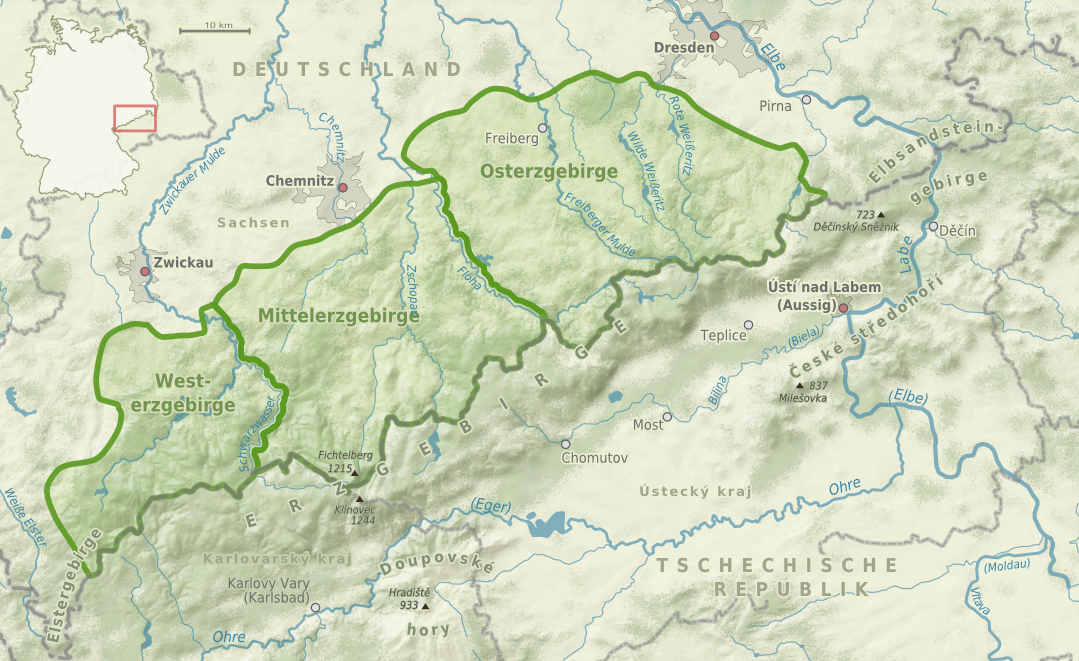
Karte der Naturräume im Erzgebirge

Das Osterzgebirge ist als östlicher Teil des sächsischen Erzgebirges ein Naturraum in Sachsen und Teil der Übereinheit Sächsisches Bergland und Mittelgebirge. 

## Geographische und geologische Abgrenzung
Die westliche Grenze bildet das Tal der Flöha, das bereits zum Mittleren Erzgebirge gezählt wird. Die nördliche Begrenzung ist unscharf und verläuft in etwa von der Stadt Flöha nördlich an Oederan sowie Freiberg vorbei, unter Einschluss des Tharandter Waldes zur Stadt Tharandt. Die Begrenzung im Nordosten bildet das benachbarte Elbtalschiefergebirge der Elbezone sowie die Sächsische Schweiz, ein Teil des Elbsandsteingebirges; sie verläuft weiter bis in den Raum Bad Gottleuba. Seine südliche Fortsetzung reicht bis zum Erzgebirgsfuß in Tschechien.
Der höchste Punkt auf tschechischer Seite befindet sich auf dem Loučná (Wieselstein, 956 m n.m.). Auf deutscher/sächsischer Seite ist der 905 m hohe Kahleberg die höchste Erhebung.
Höhere Lagen des Osterzgebirges im Landkreis Mittelsachsen und anteilig (soweit er dazu gezählt wird) des Erzgebirgskreises gehören dem Naturpark Erzgebirge/Vogtland an.

## Orte
| - Altenberg - Bärenstein - Brand-Erbisdorf - Bobritzsch - Cämmerswalde - Dippoldiswalde - Eppendorf - Frauenstein - Freiberg - Freital - Fürstenau - Fürstenwalde - Gahlenz - Geising - Glashütte/Sa. - Gottgetreu | - Hermsdorf/Erzgeb. - Holzhau - Kipsdorf - Lauenstein - Lichtenberg/Erzgeb. - Liebenau - Löwenhain - Malter - Müglitz - Mulda/Sa. - Nassau - Neuhausen/Erzgeb. - Oberschöna - Oederan - Olbernhau (Westrand) | - Paulsdorf - Pfaffroda - Pretzschendorf - Rechenberg-Bienenmühle - Rehefeld-Zaunhaus - Reinhardtsgrimma - Sayda - Schellerhau - Schmiedeberg - Seifersdorf. - Seiffen/Erzgeb. - Weißenborn/Erzgeb. - Zinnwald |

## Gewässer
| Flüsse: - Bobritzsch - Flöha - Freiberger Mulde - Gimmlitz - Lockwitzbach - Müglitz - Rote Weißeritz - Striegis - Wilde Weißeritz | Stauseen: - Rückhaltebecken Müglitztal - Talsperre Saidenbach - Talsperre Rauschenbach - Talsperre Lichtenberg - Talsperre Lehnmühle - Talsperre Klingenberg - Talsperre Malter - Unterer Großhartmannsdorfer Teich |

## Schutzgebiete
Das Osterzgebirge gehört in seinem oberen Teil dem Naturpark Erzgebirge/Vogtland an. Der grenznahe Teil bildet das Landschaftsschutzgebiet „Osterzgebirge“. Weitere Schutzgebiete und Projekte sind:
- Naturschutzgebiet Grenzwiesen Fürstenau und Fürstenauer Heide
- Naturschutzgebiet Geisingberg
- FFH-Gebiet Grenzwiesen Fürstenau und Fürstenauer Heide
- SPA- (Vogelschutz-)Gebiet Fürstenau
- Birkhuhn-Schutzgebiet Fürstenau
- Naturschutzgebiet Georgenfelder Hochmoor
- Naturschutzgroßprojekt „Bergwiesen im Osterzgebirge“

## Kultur und Sehenswürdigkeiten
Das Osterzgebirge wird wegen des häufigen Vorkommens des Wild- bzw. Holzapfels auch als Holzapfelgebirge bezeichnet.
- Kohlhaukuppe
- Das Projekt „Grenzüberschreitender Bergbaulehrpfad Krupka-Geising-Altenberg-Zinnwald/Cinovec-Dubi“.

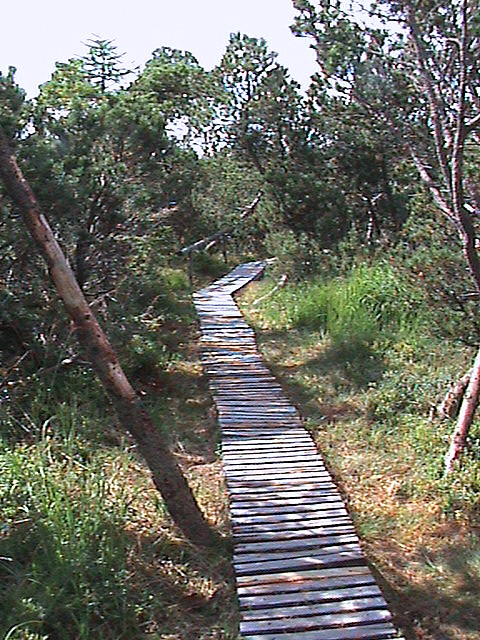
Das Georgenfelder Hochmoor – ein Holzbohlenweg
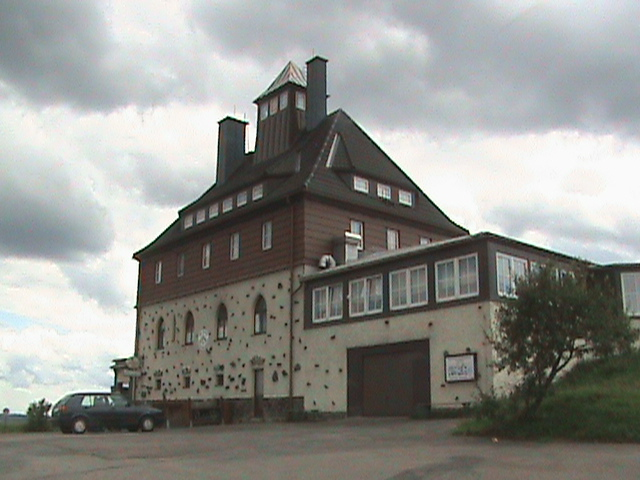
Baude auf dem Schwartenberg (789 m)

## Allgemeine Quellen
- Bundesamt für Naturschutz (BfN)
  - Kartendienste
  - Landschaftssteckbriefe:
    - Obere Lagen des Osterzgebirges
    - Untere Lagen des Osterzgebirges
    - Tharandter Wald (im Norden des Osterzgebirges)